# Rathaus Röbel

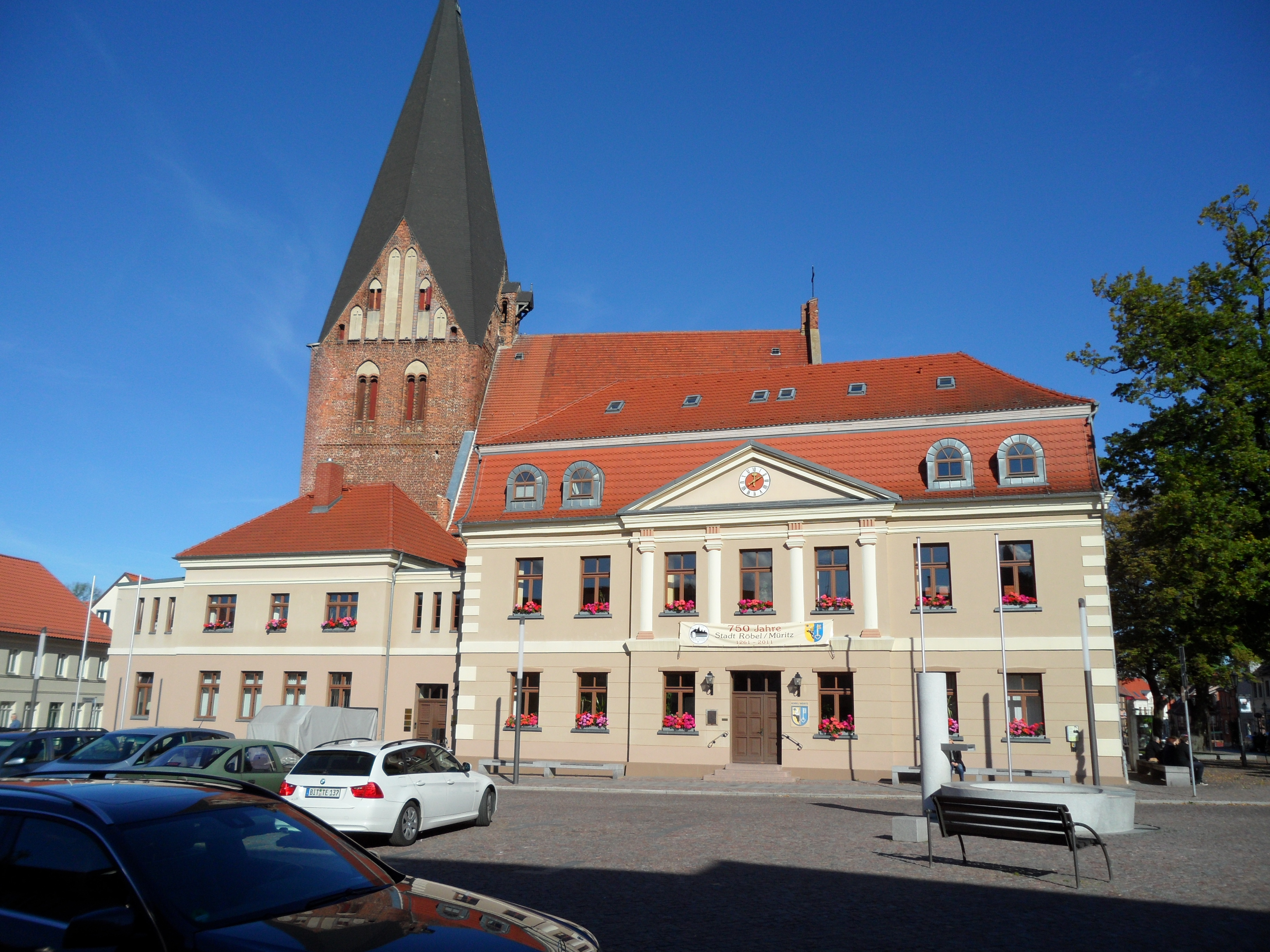
Rathaus Röbel

Das Rathaus ist ein denkmalgeschütztes Profangebäude in Röbel/Müritz im Landkreis Mecklenburgische Seenplatte (Mecklenburg-Vorpommern).

## Geschichte und Architektur

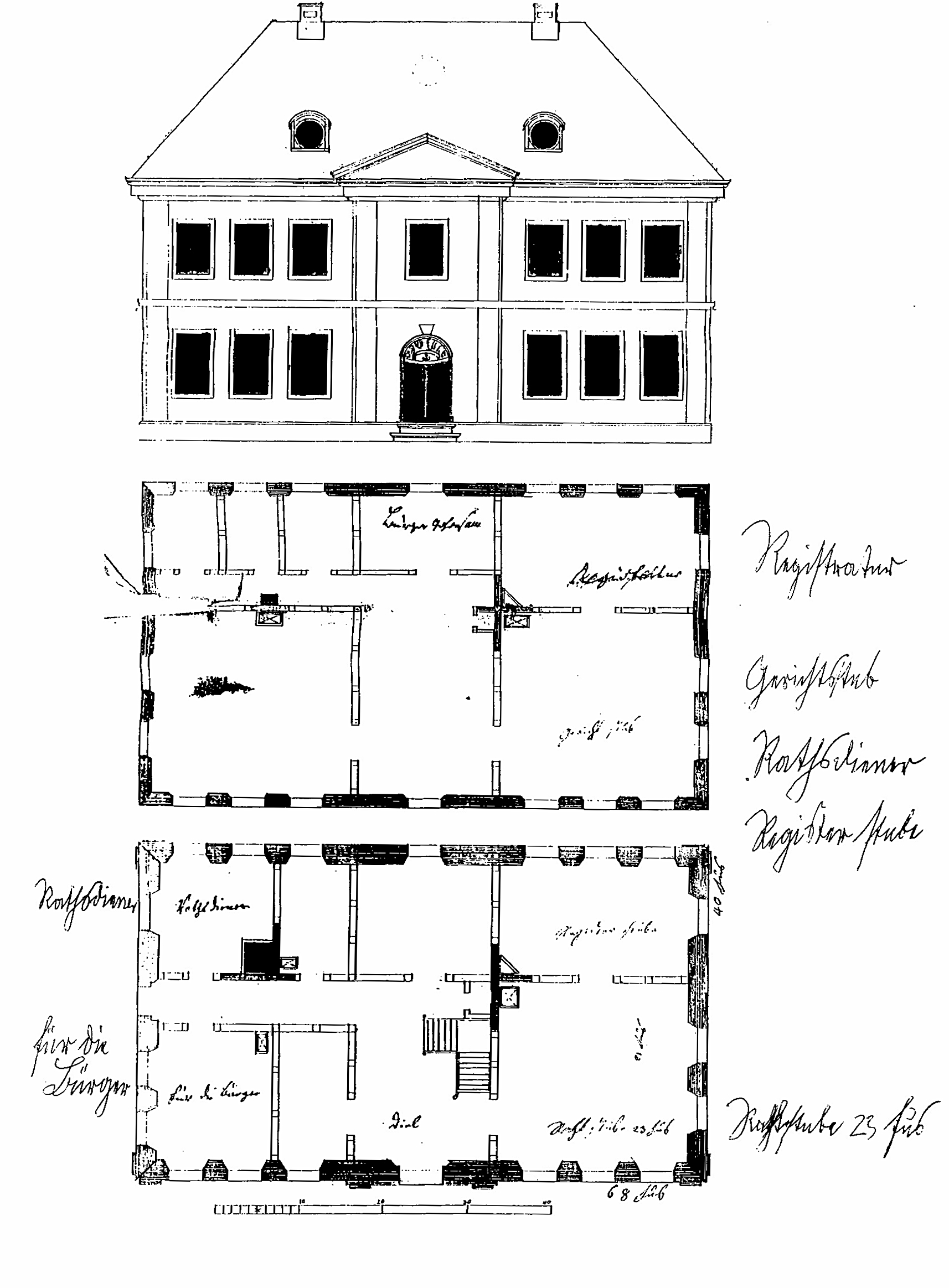
Umbauplan von 1900

Das Vorgängergebäude von 1671 war niedergebrannt, so wurde von 1672 bis 1673 ein neues Gebäude errichtet. Dieser Bau wurde zu Anfang des 19. Jahrhunderts baufällig und es wurde 1805 abermals neu gebaut. Ein Anbau erfolgte 1900. Von 1998 bis 1999 wurde im Rahmen der Städtebauförderung umfassend nach alten Befunden renoviert.
Das zweigeschossige Rathaus steht auf dem Marktplatz im Zentrum der Stadt, neben der Nikolaikirche. Der rechteckige Putzbau hat sieben Achsen. Der  Mittelrisalit wird von einem Dreiecksgiebel bekrönt. Die Sturzfaschen und die Kapitelle wurden dunkel abgesetzt. Die alten Espagnolettenverschlüsse (Drehstangenverschlüsse) an den Innenseiten der Fenster sind bemerkenswert.
Bei der Sanierung kamen u. a. eine alte Arrestzelle, Holzstürze mit alten eingeschnitzten Zimmermannszeichen, Granitblöcke der früheren Eingangstreppe und alte Dokumente zum Vorschein. Unter der Kämmerei im Erdgeschoss befand sich noch das Kopfsteinpflaster einer alten Straße. Das Dach erhielt wieder kleine Gauben und eine neue Uhr wurde über dem klassizistischen Portal eingebaut.